# Václav Hugo Zavrtal
Václav Hugo Zavrtal (křestní jméno psáno též jako Wenceslas, Venceslao a Wenzel Hugo a příjmení jako Sawerthal, Saverthal, Zaverthal a Zavrthal) (31. srpna 1821 Polepy – 8. září 1899 Litoměřice) byl český hudební skladatel, vojenský kapelník a klarinetista. Byl otcem Ladislava Zavrtala, rovněž skladatele a dirigenta, a mladším bratrem skladatele, vojenského kapelníka a trumpetisty Josefa Rudolfa Zavrtala.

## Životopis
Václav Hugo Zavrtal studoval, stejně jako jeho bratr, na Pražské konzervatoři v letech 1834 až 1840. Poté (roku 1841) se stal klarinetistou orchestru opery v Lublani. V roce 1842 vystupoval jako zpěvák (basista) v Pešti. V letech 1843–1845 byl opět klarinetistou v orchestru Stavovského divadla v Praze. V letech 1845 až 1847 byl kapelníkem vojenské hudby 18. pěšího pluku v Miláně. Roku 1847 se stal hudebním ředitelem a dirigentem Teatro del Liceo a profesorem vyšší hudební konzervatoře (Conservatorio Superior de Música del Liceo) v Barceloně.
V roce 1847 se oženil s italskou operní pěvkyní Carlottou Maironi da Ponte (1826–1873).
V letech 1848 a 1849 byl zpět na svém původním místě v Miláně, kde se seznámil s Carlem Thomasem Mozartem, nejstarším synem Wolfganga Amadea Mozarta. Od roku 1850 se stal opět kapelníkem u rakousko-uherského vojska, totiž v letech 1850 až 1854 u vojenské hudby 54. pěšího pluku, který byl stacionován nejprve v Miláně a později ve Vídni, a poté v letech 1854 až 1859 u 59. pěšího pluku v Terstu. V téže době zde působil rovněž jeho bratr.
Po rakousko-italské válce (1859) se Josef Rudolf se stal kapelníkem v italském vojsku, až do roku 1866. Od roku 1867 do roku 1870 pracoval jako hudební ředitel v Trevisu a od roku 1870 do roku 1874 v Modeně. V roce 1874 se odstěhoval do Skotska a stal se dirigentem Pollokshields Musical Association. V letech 1875 až 1895 vyučoval hudbě v Helensburghu. Poté se vrátil do vlasti a zemřel v Litoměřicích.

## Skladby

### Skladby pro dechový orchestr
- 1852 Kaiser Franz-Joseph-Jubel-Marsch
- Erinnerung an Novy (Expeditions-Marsch)
- Soldatenlieder-Marsch
- Marsch über Themen aus dem "Sommernachtstraum" von Felix Mendelssohn-Bartholdy
- Triester (54e) Defilier-Marsch

### Opera
- Estrella (1871), libreto Francesco Maria Piave
- klavírní výtah k Ponchielliho opeře I promesi sposi pro nakladatelství Ricordi (1874)